# Francesco Aregazzi
Francesco Aregazzi, o Francesco Regazzi (Cremona, 11 marzo 1375 – Bergamo, 6 agosto 1437), è stato un vescovo cattolico italiano.

## Biografia
Francesco Aregazzi cremonese di nascita, divenne frate giovanissimo entrando nell'Ordine dei frati minori conventuali.  Grazie alla sua istruzione teologica e classica, e anche alla grande capacità oratoria fu nominato custode dell'ordine per le province di Bologna e di Parma.
Venne eletto vescovo a soli 28 anni della Diocesi di Bergamo da papa Bonifacio IX, sostituendo Francesco Lante che si fermò pochissimo a Bergamo essendosi trovato in opposizione con i monaci di Astino e venendo, forse per questo motivo, rinominato per la Diocesi di Cremona, cattedra che aveva che aveva già occupato in precedenza.
Aregazzi si trovò ad affrontare la grave situazione che contrapponeva la fazione dei guelfi a quella dei ghibellini e che aveva distrutto la città di Bergamo con sanguinose faide. Grazie alla sua capacità comunicativa, e con la collaborazione di san Bernardino da Siena, ospite nel convento di San Francesco, interagì tra le diverse famiglie riuscendo a sedare le situazioni controversie. Riuscì a intercedere presso Pandolfo Malatesta, signore di Bergamo, sia per un riconoscimento dei diritti del clero, che per una riduzione della tassazione dei cittadini gravemente imposta da Bernabò Visconti.
Negli anni dal 1414 al 1418 risulta la sua presenza fondamentale al Concilio di Costanza che metteva fine al periodo più difficile della Chiesa cattolica e allo scisma d'Occidente che vedeva la presenza di tre antipapi, riuscendo a farli deporre, facendo poi eleggere papa Martino V. 
Nel 1428, quanto, dopo la vittoria Francesco Bussone Bergamo divenne parte della Repubblica di Venezia, accompagnò una rappresentanza di nobili e autorità bergamasche a Venezia per convalidare la propria volontaria sottomissione.
Partecipò anche al concilio di Basilea nel 1437, che doveva risolvere i problemi tra la chiesa latina e quella greca, ma che portò al piccolo scisma d'Occidente. Morì improvvisamente mentre si preparava a partire per la sessione di Ferrara.
Rimanendo molti anni in carica coprì ruoli importanti nella storia della chiesa nazionale che territoriale, sua è l'autorizzazione alla costruzione di chiese tra queste la nuova chiesa di santa Maria delle Grazie nella parte bassa della città di Bergamo, quella di san Vincenzo e Alessandro di Ponteranica, e la chiesa di San Filastro in Villongo.